# Sainte-Foy (Vendée)
Sainte-Foy ist eine französische Gemeinde mit 2.592 Einwohnern (Stand: 1. Januar 2022) im Département Vendée in der Region Pays de la Loire. Sie gehört zum Arrondissement Les Sables-d’Olonne Talmont-Saint-Hilaire (bis 2015: Kanton Les Sables-d’Olonne). Die Einwohner werden Foyens genannt.

## Geografie
Sainte-Foy liegt etwa zehn Kilometer von der Côte de Lumière an der Bucht von Biscaya entfernt. Im Norden verläuft die Vertonne. Sie grenzt im Norden an Saint-Mathurin, im Osten an Grosbreuil, im Süden und Südosten an Talmont-Saint-Hilaire, im Süden und Südwesten an Château-d’Olonne sowie im Westen an Olonne-sur-Mer.

## Bevölkerungsentwicklung
| 1962                      | 1968 | 1975 | 1982 | 1990 | 1999 | 2006 | 2012 |
| ------------------------- | ---- | ---- | ---- | ---- | ---- | ---- | ---- |
| 612                       | 579  | 546  | 640  | 823  | 1357 | 1705 | 1855 |
| Quelle: Cassini und INSEE |      |      |      |      |      |      |      |